# Golf de la Coronació
El golf de la Coronació (en anglès Coronation Gulf) és un golf que es troba a l'àrtic canadenc, entre la costa meridional de l'illa Victòria, a l'Arxipèlag Àrtic Canadenc, i la costa continental del nord del Canadà. Administrativament les seves aigües pertanyen al territori autònim de Nunavut.
Hi ha pocs assentaments humans a la zona, sent el més important Kugluktuk (1.302 habitants el 2006), a la riba sud-oriental.

## Geografia
El golf de la Coronació connecta, pel nord-oest, amb l'estret Dolphin and Union i després travessant el golf d'Amundsen, amb el mar de Beaufort i l'oceà Àrtic. Al nord-est connecta amb l'estret de Dease i després amb el golf de la Reina Maud. En el seu extrem sud-est es troba el Bathurst Inlet.
A l'interior del golf hi ha una gran quantitat de petites illes i illots, destacant a la part central les illes Black Berry i l'arxipèlag del duc de York i a la part occidental, les illes Berens i les illes Cooper, tancant el pas cap al l'interior del Bathurst Inlet. A la part meridional hi ha les illes Jameson i en l'extrem oriental les illes Richarson.
Els rius més importants que desemboquen al golf són el Rae, Richardson, Coppermine i Tree.

## Història
La costa continental, la riba meridional de l'estret, va ser reconeguda des de terra per John Franklin en les seves dues expedicions de reconeixement, e 1819-1822 i 1824-1826, acompanyat per George Back i John Richardson. Al final d'aquestes expedicions, Franklin, Back i Richardson havien estudiat gairebé la meitat de la longitud de la costa nord-americana, des de la península de Kent fins a badia Prudhoe, a Alaska. En la segona d'aquestes expedicions els acompanyà l'explorador canadenc Peter Warren Dease (1788-1963), que més tard tornaria a realitzar l'exploració de la zona entre 1833-1839.
El primer occidental del qual es té constància que va navegar per les seves aigües va ser, l'any 1853, l'explorador britànic Sir Richard Collinson, capitanejant l'Enterprise. Havia sortit d'Anglaterra el gener de 1850, dirigint una de les expedicions de recerca de l'expedició perduda de John Franklin. Anava acompanyat per Robert McClure, el seu segon comandant, a l'Investigator. En la travessia del Pacífic les dues embarcacions es van separar i l'Enterprise no va poder franquejar punta Barrow abans que l'hivern tanqués el pas. Collinson va tornar a Hong Kong i va reprendre la ruta l'any següent, aconseguint aquesta vegada arribar a temps de passar, el 25 de juliol de 1851. Va voler trobar-se amb l'Investigator, però no ho va aconseguir, tot i que van realitzar una ruta similar. Va haver d'hivernar en aigües del golf d'Amundsen, a Walker Bay (illa Victòria), prop de l'estret del Príncep de Gal·les. L'any següent, l'Enterprise quedà lliure del gel el 5 d'agost i després de reconèixer la badia del Príncep Albert i demostrar que no tenia sortida, gairebé desesperadament va optar per continuar cap a l'est a través de l'estret Dolphin and Union, arribant a les aigües del golf de la Coronació. Va seguir després per les aigües de l'estret de Dease (que fins a aquest moment es pensava que només es podia navegar en un bot, donada l'existència de perilloses i rocoses illes), i es va dirigir a Cambridge Bay, on va hivernar.
Gairebé 50 anys més tard, el 1905, l'explorador noruec Roald Amundsen va repetir el trajecte a bord de la seva petita nau Gjöa.